# Jean-Pierre Dévigne
Pour les articles homonymes, voir Dévigne.
Jean-Pierre Dévigne est un géologue français. Il naît le 13 avril 1918 à Paris, deuxième fils de Roger Dévigne et de sa femme Rebecca Salmon, dite « Rachel » et meurt le 18 novembre 1980 dans la même ville des suites d'une intoxication au plomb liée à ses recherches.

## Biographie
Il fait des études universitaires au milieu des troubles de la guerre 39-45, à Paris, Toulouse (licence ès-sciences), puis à nouveau à Paris (géologie et minéralogie), et enfin à Nancy en 1943-44 avec le professeur Marcel Roubault.
Engagé par le service géologique de la France d'Outre-Mer (FOM), il est dirigé en octobre 1944 vers l'Afrique Équatoriale, pour réaliser à la suite des anciens l'exploration géologique et minière systématique de ces vastes territoires. Il y est affecté au levé des feuilles Port-Gentil Ouest et Mayumba (Est et Ouest,), c'est-à-dire une région montagneuse forestière peu habitée du Sud-Ouest du Gabon, particulièrement difficile à pénétrer et à explorer avec les moyens d'alors. Il contribue ainsi à élaborer les cartes géologiques de l'Afrique Équatoriale. Il s'attache à démêler la géologie complexe du socle mayombien et de ses couvertures précambriennes, au cours de ses missions de terrain menées de 1945 à mi-1956, puis de ses études de laboratoire conduites à Clermont-Ferrand sous l'égide du professeur M. Roques : il y présente en 1958 sa thèse de doctorat sur le « Précambrien du Gabon occidental et régions limitrophes ».
Détaché au CNRS, il poursuit ses travaux dans un laboratoire d'accueil à l'Institut catholique de Paris et assume la responsabilité des écoles de terrain de l'École des mines d'Alès. De fin 1962 à l'été 1968, il occupe le poste de maître de conférences en géologie à la faculté des sciences de Tunis. C'est là qu'il entreprend avec l'appui de l'Institut Pasteur des études originales sur le rôle géologique des micro-organismes, dont il démontre l'importance, en métallogénie notamment (ex. : « Déminéralisation bactériogène dans le Trias à plomb et cuivre de la province de Jaèn, Espagne »), en réalisant la synthèse de la galène par voie bactérienne. Il poursuivra ses recherches géo-microbiologiques sur la précipitation microbienne des métaux dans le cadre du CNRS et du laboratoire du professeur A. Rivière à Orsay jusqu'à sa mise à la retraite en tant que géologue en chef de la FOM (avril 1978) et même au-delà, bénévolement, avec sa ténacité de chercheur. Manquant de moyens pour avoir un matériel suffisant à son laboratoire, il donne des cours de géologie à la faculté catholique rue d'Assas à Paris et se fait payer en fournitures pour son laboratoire.

## Titres
- Grades universitaires : 
  - licence ès sciences naturelles avec les certificats d'études supérieures

- Botanique générale (Paris 1939)
- Physiologie générale (Paris 1939)
- Géologie générale (Toulouse 1942)
- Minéralogie (Paris 1943)
- - diplôme d'ingénieur géologue de l'Institut de géologie de Nancy (1944)

- - Docteur ès-sciences naturelles (Clermont-Ferrand, avril 1958)
- distinction honorifique :

 Chevalier de l'ordre des Palmes académiques (décret du 26 juin 1965)
- Fonctions d'enseignement :

1. chargé du cours pratique de géologie et de prospection minière pour les élèves de troisième année de l'École technique des mines d'Alès (1958-1962)
2. Maître de conférences en géologie à la faculté des sciences de Tunis (années scolaires 1962-63 à 1967-68)
3. investi des fonctions de directeur de laboratoire de géologie de la faculté des sciences de Tunis du 1er octobre 1966 au 30 septembre 1968
4. sous-directeur de l'UER de géologie de la faculté des sciences d'Orsay (élu par ses collègues en octobre 1969)

## Travaux divers
- Géotechnique :

Étude de mouvements de terrain dans le secteur de Sidi-Bou-Saïd (N-E de Tunis)
- Pétrographie :

Quelques études faites sur des roches sédimentaires, des roches volcaniques, et des roches plutoniques du nord de la Tunisie
- Océanographie :

L'énigme des abysses de l'océan Atlantique

## Colloques et congrès internationaux
- Colloque international du CNRS sur les relations entre Précambrien et Cambrien :

il y présente une synthèse des formations protérozoïques supérieures, en signalant l'absence de Paléozoïque connu au Gabon.
- XXIe Congrès géologique international (Copenhague 1960) :

À la session 14 de ce congrès (« granite-gneiss problems »), il y expose l'essentiel de ses travaux sur les problèmes pétrogénétiques des plutonites du Prémayombien (Précambrien D) et du Mayombien (Précambrien C) du Gabon : Dioritisation-Granitisation-Dégranitisation.
- réunion de Tunis (mars-avril 1966) de l'Association des services géologiques africains (ASGA) Symposium plomb-zinc en Afrique :

il participe à la direction scientifique de l'excursion « A » (Stratigraphie-Tectonique), et incorpore au Livret-guide de cette excursion, en guise de préface, un résumé de l'histoire géologique de la Tunisie en tenant compte des dernières découvertes en stratigraphie et en tectonique.

## Publications
- Notice explicative de la Feuille Port-Gentil Ouest, en collaboration avec V. Hourcq (1950)
- Coupures géologiques Mayoumba Ouest et Est: Rap.An.Serv.Géol.AEF, p 132-143 (1953)
- Note préliminaire sur la structure géologique du Gabon Sud-occidental: C.R.Ac.Sc., tome 238, p 1434-1436 (1954)
- Le Précambrien de la Nyanga dans le Mayombe gabonais : Rap.An.Serv.Géol.AEF, p 67-70 (1954)
- Le gisement de fer de Boka-Boka, en collaboration avec R. Plegat: Rap.An.Serv ; AEF, p 71-74 (1954)
- Coupure Mayoumba Est: Bull. no 7 DMGAEF, p 13-20 (1956)
- Les conglomérats cristallophylliens précambriens à galets granitiques du Mayombe (Gabon méridional, AEF), leur rôle dans la stratigraphie et la tectonique de l'orogénèse mayombienne : C.R.Somm.Soc.Géol.Fr., n°10, p 181-183 (1957)
- Notice explicative de la feuille Mayoumba Ouest, en collaboration avec D. Reyre (1957)
- Le Précambrien supérieur en AEF (Colloques internationaux du CNRS : les relations entre Précambrien et Cambrien; problème de séries intermédiaires) p 241-247, CNRS, Paris (1958)
- Notice explicative de la feuille Mayoumba Est, en collaboration avec P. Hirtz (1958)

- Thèses:

1. Le Précambrien du Gabon occidental et régions limitrophes en Afrique-Équatoriale française : Bull. no 11 DMGAEF (présentée le 18 avril 1958 devant la commission d'examen de la faculté des sciences de l'université de Clermont-Ferrand, puis parue dans le Bulletin no 11 de la Direction des Mines et de la Géologie - Service de la carte géologique de l'AEF - en 1959)
2. Les gisements et indices de fer en Afrique-Équatoriale française, Ed faculté des sciences de Clermont-Ferrand, 1958[7]

- Les problèmes du plutonisme dans le Précambrien du Gabon occidental (AEF) : Dioritisation-Granitisation-Dégranitisation: XXIe Congrès Géologique International, section 14 The granite-gneiss problems p 164-171, Copenhague (1960)
- Applications de données scientifiques à la découverte de minéralisations cuprifères sur la bordure Est du Causse Méjean, en collaboration avec G. Gay et P. Nicolini: C.R.Somm.Soc.Géol.Fr.n°7, p 168-168 (1960)
- Relation d'un voyage d'études dans les Svécofennides en Finlande : Publ.Serv.Géol.Rech.Min. (1961)
- Les minéralisations plombifères stratiformes de la région de Florac-Meyrueis (Lozère), essai de carte prévisionnelle, en collaboration avec P. Nicolini et les élèves de 3e année (promotions 108-109-110) de l’École Technique des Mines d'Alès: Chr.Min.Rech.Min., no 139, p 151-174 (1963)
- Avant-propos sur la chaîne ouest-congolienne (Précambrien de l'Afrique Centrale) : C.R.Somm.S.G.Fr.fasc.6, p 195-196 (1965)
- Livret-guide de l'excursion « A » (Stratigraphie-Tectonique), Réunion de Tunis (mars-avril) de l'Association des Services Géologiques Africains (A.S.G.A.), avec la collaboration de MM. Feki, Pelagatti, Mostardini, Lonchampt et Rouvier (1966)
- une chaîne précambrienne intracontinentale : la Chaîne Ouest Congolienne de l'Afrique Centrale: Rev.Géogr.Phys.Géol.Dyn., vol. III, fasc.5, p 359-383, Paris (1966)
- Géomicrobiologie-Précipitation du sulfure de plomb par un Micrococcus tellurique: C.R.Ac.Sc., série D, t.267, p 935-937, Paris (1968)
- Une bactérie saturnophile, Sarcina flava BARY 1887: Arch.inst.Pasteur Tunis, 45, p 341-358 (1968)
- L'Océan Atlantique, l'énigme des abysses, p38-58, Atlas, Paris (mars 1970)
- Microflore et processus sédimentaires, La Recherche, no 67 (mai 1976)[8]
- Pourquoi les micro-végétaux participent-ils à la genèse des minéraux et des minerais sédimentaires ? Minéraux et fossiles, no 29, p 20-32 (mai 1977)

## Sources
- « Jean-Pierre DÉVIGNE - Auteur », sur universalis.fr (consulté le 14 octobre 2023)
- « La Recherche, année 1976 », sur gloubik.info via Wikiwix (consulté le 14 octobre 2023)
- « Jean-Pierre Dévigne », sur annales.org (consulté le 14 octobre 2023)